# Анхиал (Киликия)
Анхиала (др.-греч. Ἀγχιάλη, лат. Anchiale) или Анхиал (Ἀγχίαλος) — древний прибрежный город в равнинной Киликии, между городами Тарс и Солы, близ мыса Зефирий (др.-греч. Ζεφύριον, лат. Zephyrion) и устья холодного горного потока Кидна, немного выше побережья Исского залива Средиземного моря, на реке Анхиалее (Αγχιαλέως, ныне — Деличай).
По Аристобулу, участнику похода Александра Македонского, Анхиалу и Тарс основал ассирийский царь Сарданапал, сын Анасиндаракса. Согласно «Хронике» Евсевия (Иеронима) это произошло в 830 году до н. э. Согласно Афинодору из Анхиала город основала Анхиала, дочь Иапета. Город был разрушен или не достроен, потому что Арриан пишет о фундаментах для стен и окружности города. Здесь находилась гробница Сарданапала, его каменная статуя и каменная стела с надписью (τύπος λίθινος) клинописью: «Сарданапал, сын Анакиндаракса, построил Анхиалу и Тарс в один день. Ешь, пей, веселись, потому что всё остальное не стоит этого», то есть щелчка. Намогильную эпитафию Сарданапала, о которой пишет Страбон, упоминают многие авторы, в том числе Арриан, Диодор Сицилийский и Афиней. Страсти Сарданапала упоминает Аристотель в «Никомаховой этике». Цицерон пишет, что её стоило бы написать над могилою быка, а не царя.
Греческая колония Анхиал была основана в период Великой греческой колонизации (VIII—VII вв. до н. э.). Возникновение колонии традиция связывала с жителями города Аргос и его колонии Линда на Родосе во главе с Мопсом и Амфилохом.
Согласно призме Синаххериба в 698 году до н. э. греческие колонисты, обитающие в Ингира и Тарсе, поддержали властителя Хилакку Кируа в его борьбе с Ассирией. Войска Синаххериба захватили города Ингира, Тарс и разграбили их. Установлено, что под Сарданапалом Аристобула подразумевается Синаххериб и Ингира идентифицируется с городом Анхиалом. В начале VII века до н. э. разрушенный город Анхиал был возобновлен Синаххерибом. Население после неудачного выступления против Синаххериба составляли выходцы с Родоса.
В 333 году до н. э. Александр Македонский захватил этот прибрежный город, когда направлялся из Тарса в Солы, накануне битвы при Иссе с персидским царем Дарием III.

## Раскопки
Руины города Анхиал обнаружены в махалле Карадувар (тур. Karaduvar) в районе Акдениз к востоку от современного города Мерсина. Идентификацию турецкого археолога Афифа Эрцена (Afif Erzen, 1949) поддержали немецкий археолог Вольфганг Хельк и Дж. Бинг (J. D. Bing). Сохранились руины акведуков, зданий, римской термы с мозаикой. Упоминается, что в этой терме использовалась сернистая питьевая вода из источника около села Джамили.
Раскопки экспедиции Британского института археологии в Анкаре в Мерсине раскрыли небольшой участок, давший материал железного века (около 1150—500 до н. э.). Слой IV включает остатки небольшого здания, выстроенного на основании из тесаных блоков и рваного камня. Также и в слое III раскрыт небольшой частный дом из нескольких помещений, группирующихся по трем сторонам внутреннего дворика. Одной своей стороной дом выходил на улицу, замощенную, как и дворик, гравием. Здание погибло в пожаре.
Керамические материалы от микенского времени (XIII—XII вв. до н. э.) до рубежа V—IV вв. до н. э. из Мерсина описаны Ричардом Барнеттом. Керамика свидетельствует о переселении после Троянской войны (в конце XIII века до н. э.) ахейцев и создании около 1200 года до н. э. поселения. По наблюдению Ричарда Барнетта, находки восточногреческой керамики (VIII—VI вв. до н. э.) в Мерсине обнаруживают единство с материалами из поселения Врулия на Родосе.